# Torneo Conde de Godó 2007
El Torneo Conde de Godó 2007 fue la edición número cincuenta y cinco del Torneo Conde de Godó. Se celebró desde el 23 de abril hasta el 29 de abril, de 2007.

## Campeones

### Individual
Rafael Nadal vence a  Guillermo Cañas, 6–3, 6–4

### Dobles
Andrei Pavel /  Alexander Waske vencen a  Rafael Nadal /  Tomeu Salvà, 6–3, 7–6(1)